# فرانسيس يي
فرانسيس يي (بالصينية: 叶丽仪,) هي مغنية وممثلة صينية، ولدت في 22 أكتوبر 1947 بهونغ كونغ في الصين.

## وصلات خارجية
- فرانسيس يي على موقع IMDb (الإنجليزية)
- فرانسيس يي على موقع ميوزك برينز (الإنجليزية)
- فرانسيس يي على موقع ديسكوغز (الإنجليزية)
- فرانسيس يي على موقع قاعدة بيانات الفيلم (الإنجليزية)